# Obecná lingvistika
Obecná lingvistika, taktéž obecná jazykověda, je studijní obor zaměřující se na studium univerzálních pravidel struktury a stavby světových jazyků, zkoumání funkcí jazyka. Obecná lingvistika vznikla v souvislosti s potřebou popsat jazyky. Obor zabývající se studiem pouze českého jazyka se jmenuje bohemistika.
Obor obecná lingvistika může mít několik podob a zaměření, veškeré zkoumání vychází z lingvistiky a je využito různých náhledů a přístupů.
Obecná lingvistika se snaží odpověď například na následující otázky:
- Jak je jazyk konstruován?
- Co mají společného forma a funkce slov?
- Jak se jazyk používá?
- Jak probíhá osvojování jazyka a případné osvojování druhého jazyka?
- Jak a kdy jazyk vzniká a proč a kdy jazyk zaniká?

## Studium v Česku
V Česku se nachází dvě katedry zaměřené na lingvistiku
1. Katedra Obecné lingvistiky na Univerzitě Palackého v Olomouci[1]
  - obor Obecná lingvistika a teorie komunikace
  - obor Lingvistika a Digital Humanities
  - obor Obecná jazykověda a teorie komunikace
2. Katedra aplikované lingvistiky na Univerzitě v Hradci Králové[2]

Masarykova univerzita v Brně nabízí studijní obor Obecná jazykověda a Obecná lingvistika na Univerzitě Karlově v Praze.